# Госсортучасток (Пензенская область)
Госсортуча́сток — населённый пункт в Лунинском районе Пензенской области. Входит в состав Сытинского сельсовета.

## География
Населённый пункт расположен в северной части Пензенской области, на расстоянии примерно 24 км (по прямой) к северо-западу от Лунино, административного центра района.

### Часовой пояс
Населённый пункт Госсортучасток как и вся Пензенская область, находится в часовой зоне МСК (московское время). Смещение применяемого времени относительно UTC составляет +3:00.

## Население
| 1930 | 1939 | 1959 | 1979 | 1989 | 1996 | 2002 |
| ---- | ---- | ---- | ---- | ---- | ---- | ---- |
| 50   | ↗60  | ↗63  | ↗128 | ↘98  | ↘96  | ↘83  |
| 2010 |      |      |      |      |      |      |
| ↘44  |      |      |      |      |      |      |

### Национальный состав
Согласно результатам переписи 2002 года, в национальной структуре населения русские составляли 95 % из 83 чел.